# A Tribute to the Great Nat "King" Cole
A Tribute to the Great Nat "King" Cole è il sesto album in studio del cantante statunitense Marvin Gaye, pubblicato nel 1965.

## Il disco
Si tratta di un album tributo al cantante Nat King Cole.

## Tracce
1. Nature Boy – 2:49 (Eden Ahbez)
2. Ramblin' Rose – 2:50 (Joe Sherman, Noel Sherman)
3. Too Young – 3:47 (Sylvia Dee, Sidney Lippman)
4. Pretend – 2:53 (Cliff Parman, Frank Lavere, Lew Douglas)
5. Straighten Up and Fly Right – 2:22 (Nat King Cole, Irving Mills)
6. Mona Lisa – 3:01 (Ray Evans, Jay Livingston)
7. Unforgettable – 3:40 (Irving Gordon)
8. To the Ends of the Earth – 2:18 (Joe Sherman, Noel Sherman)
9. Sweet Lorraine – 2:47 (Cliff Burwell, Mitchell Parish)
10. It's Only a Paper Moon – 2:25 (Harold Arlen, E.Y. "Yip" Harburg, Billy Rose)
11. Send for Me – 2:57 (Ollie Jones)
12. Calypso Blues – 4:04 (Don George, Nat King Cole)